# Azeglio Bemporad
Azeglio Bemporad (Siena, 19 de março de 1875 – Catânia, 11 de fevereiro de 1945) foi um astrônomo italiano.
Azeglio Bemporad estudou matemática na Escola Normal Superior de Pisa e foi depois assistente no Observatorio Astronómico de Turín. Após intercâmbios em Heidelberg e Potsdam trabalhou a partir de 1904 em Catânia. A partir de 1912 foi diretor do Observatório Astronômico de Capodimonte em Nápoles e a partir de 1934 do Observatório de Catânia. Em 1938 foi despedido por ser judeu em vista da lei antissemita de Mussolini. Foi reabilitado em 1943, mas não readiquiriu seu cargo.
Escreveu o artigo Besondere Behandlung des Einflusses der Atmosphäre na Encyklopädie der mathematischen Wissenschaften.

## Publicações selecionadas
- Zur Theorie der Extinktion des Lichtes in der Erdatmosphäre. In: Mitteilungen der Grossh. Sternwarte zu Heidelberg. Nr. 4, 1904, p. 1–78.